# Mabon
Niektóre z zamieszczonych tu informacji wymagają weryfikacji.
Dokładniejsze informacje o tym, co należy poprawić, być może znajdują się w dyskusji tego artykułu.
 Po wyeliminowaniu niedoskonałości należy usunąć szablon {{Dopracować}} z tego artykułu.
Mabon – syn walijskiej bogini Modron. Gdy miał trzy dni, został uprowadzony i uwięziony w Gloucester. Tylko on jednak potrafił obłaskawić psa, którego Culhwch potrzebował, aby zdobyć rękę Olwen, i dlatego zorganizowano wyprawę mającą na celu uwolnienie Mabona. Odzyskawszy wolność, Mabon użył psa, pomagając w schwytaniu dzika Twrch Trwytha, i wyrwał spomiędzy jego uszu brzytwę, której od Culhwcha zażądał ojciec Olwen. Pomijając tego rodzaju przygody, inne działania Mabona nie są zbyt jasne. Być może chodziłoby tu zatem o dawne bóstwo, zapewne celtyckiego boga młodości Maponosa, który w walijskiej mitologii przetrwał jedynie w postaci wojownika, podczas gdy jego kult uległ prawie całkowitemu zapomnieniu, Rzymianie znali Maponosa i identyfikowali go z bogiem wróżbiarstwa Apollinem.